# Евклідів вектор

Геометричний вектор — у фізиці і математиці — величина, яка характеризується числовим значенням і напрямком. У фізиці існує чимало важливих величин, котрі є векторами, наприклад сила, положення, швидкість, прискорення, кутовий момент, імпульс, напруженість електричного і магнітного полів. Їх можна протиставити іншим величинам, таким, як маса, об'єм, тиск, температура та густина, які можна описати звичайним числом, їх називають «скалярами».
Графічно вектори зображають у вигляді напрямлених відрізків певної довжини {\displaystyle {\overrightarrow {AB\,}}}. Наприклад, для графічного представлення сили величиною два ньютони треба намалювати відрізок прямої довжиною дві одиниці в напрямку дії сили. Стрілка вказує, що сила діє від точки A до точки B; якби сила діяла від B до A, то треба було б записати {\displaystyle {\overrightarrow {BA\,}}}. Числове значення вектора {\displaystyle {\vec {a}}} називається модулем чи довжиною і позначається |{\displaystyle {\vec {a}}}|. Ця величина — скаляр. Два паралельних вектори, що мають однакові довжини, але протилежні напрямки, називаються протилежними. Якщо вектор позначено через {\displaystyle {\vec {a}}}, то протилежний йому вектор позначається через {\displaystyle -{\vec {a}}}. Вектор, початок і кінець якого збігаються, називається нульовим і позначається {\displaystyle {\vec {0}}}.
Два вектори називаються рівними, якщо вони однієї довжини і їх напрямки збігаються. У механіці цим визначенням треба користуватися з обережністю, оскільки дві рівні сили, прикладені до різних точок тіла можуть призводити до різних результатів.
Багато алгебраїчних дій мають свої аналоги і для векторів: вектори можна між собою додавати і віднімати, можна множити і ділити на числа. Для цих операцій діють багато правил алгебри, як, наприклад, комутативність, асоціативність та дистрибутивність (віднімання трактується як особливий випадок додавання). Суму двох векторів з однаковим початком можна знайти геометрично за допомогою правила паралелограма.
Вектор є тензором першого рангу.

## Поняття вектора
Поняття вектора з'явилося в роботах німецького математика XIX ст. Г. Грассмана і ірландського математика В. Гамільтона; потім воно було охоче сприйняте багатьма математиками і фізиками. У сучасній математиці це поняття відіграє дуже важливу роль.

## Загальний опис
В фізиці та інженерії, як правило вектор це геометрична сутність. яка характеризується величиною і напрямком. Формально він визначається за допомогою направленого відрізку, або стрілкою, в Евклідовому просторі. В чистій математиці, вектор визначається більш загально як будь-який довільний елемент векторного простору. В тому контексті, вектори це абстрактні сутності, які не обов'язково можуть характеризуватися напрямом і величиною. Це узагальнене визначення передбачає, що вищезгадані геометричні об'єкти є особливим видом векторів, і вони є елементами окремого виду векторного простору, що називається Евклідовим простором.
Термін вектор має узагальнене визначення для просторів вищого порядку і в більш формальних підходах вирішення більш широких задач.

### Приклади для одного виміру
Оскільки фізичне поняття сили має напрям і величину, її можна розглядати як вектор. Наприклад, розглянемо направлену в право силу F в 15 Ньютон. Якщо позитивна вісь також направлена вправо, тоді F представляється вектором в 15 Н, а якщо додатна вісь вказує вліво, тоді вектор F становить −15 Н. У будь-якому випадку, величина вектора в 15 Н. Аналогічно, вектор, який описує переміщення Δs на 4 метра буде задаватися як 4 м або −4 м, в залежності від його напрямку, і його величина буде 4 м відповідно.

### У декартовій системі координат
У декартовій системі координат, зв'язаний вектор може задаватися координатами початкової і кінцевої точки. Наприклад, точки A = (1,0,0) і B = (0,1,0) в просторі задають зв'язаний вектор {\displaystyle {\overrightarrow {AB}}}, який вказує із точки x=1 на осі x на точку y=1 на осі y.
В декартовій системі координат може задаватися вільний вектор в термінах відповідного вектора, який має початкову точку на початку координат в точці O = (0,0,0). І він задається координатами кінцевої точки як задається зв'язаний вектор. В такому випадку вільний вектор представлений координатами (1,0,0) це вектор одиничної довжини, який вказує вздовж додатної осі x.
Таке представлення векторів у вигляді координат дозволяє у зручній чисельній формі виразити їх алгебраїчні властивості. Наприклад, сумою двох (вільних) векторів (1,2,3) і (−2,0,4) є (вільний) вектор
(1, 2, 3) + (−2, 0, 4) = (1 − 2, 2 + 0, 3 + 4) = (−1, 2, 7).

## Векторна алгебра

### Додавання і віднімання
Припустимо, що a і b це вектори, що можуть мати довільний напрям і величину. Сумою a і b буде
{\displaystyle \mathbf {a} +\mathbf {b} =(a_{1}+b_{1})\mathbf {e} _{1}+(a_{2}+b_{2})\mathbf {e} _{2}+(a_{3}+b_{3})\mathbf {e} _{3}.}
Суму векторів можна показати графічно розміщуючи початок вектора b в голові вектора a, і проводячи новий вектор від початку вектора a до голови вектора b. Новий вектор, зображений стрілкою є вектором a + b, як показано нижче:
Різницею векторів a і b є
{\displaystyle \mathbf {a} -\mathbf {b} =(a_{1}-b_{1})\mathbf {e} _{1}+(a_{2}-b_{2})\mathbf {e} _{2}+(a_{3}-b_{3})\mathbf {e} _{3}.}
Різниця двох векторів геометрично може задаватися наступним чином: для того, щоб відняти b із a, треба розмістити початки векторів a і b в одній точці, а потім провести стрілку від голови вектора b до голови вектора a. Ця нова стрілка представляє собою вектор a − b, як показано нижче:

### Множення на скаляр

Скалярний добуток вектора на число 3 збільшує вектор в три рази.

Вектор може помножуватись, або бути масштабованим, на дійсне число r. В контексті традиційної векторної алгебри, ці дійсні числа часто називають скалярами (від слова шкала) аби розрізняти їх від векторів. Операція помноження вектора на скаляр називається скалярним добутком. Результуючий вектор буде дорівнювати
{\displaystyle r\mathbf {a} =(ra_{1})\mathbf {e} _{1}+(ra_{2})\mathbf {e} _{2}+(ra_{3})\mathbf {e} _{3}.}
Очевидно, що помноження на скаляр r масштабує вектор на величину r. Геометрично, це можна зобразити (принаймні для випадку, коли r є цілим числом) розмістивши копії вектора r разів в лінію, так що кінець одного вектора є початком кожного наступного.
Якщо r є від'ємним числом, тоді вектор змінює напрям: він розвертається на 180°. Нижче наведені два приклади (для r = −1 і r = 2):

Скалярні добутки −a і 2a вектора a

### Довжина вектора
Довжина, величина або норма вектора a позначається як ‖a‖ або, рідше, |a|, що не варто плутати із позначенням абсолютного значення (скалярною "нормою").
Довжину вектора a можна розрахувати за допомогою Евклідової норми
{\displaystyle \left\|\mathbf {a} \right\|={\sqrt {a_{x}^{2}+a_{y}^{2}+a_{z}^{2}}}},
що є наслідком теореми Піфагора, оскільки базисні вектори ex, ey, ez є перпендикулярними одиничними векторами.
В деяких випадках евклідова норма дорівнює квадратному кореню із скалярного добутку, який детальніше описаний далі, вектора самого на себе:
{\displaystyle \left\|\mathbf {a} \right\|={\sqrt {\mathbf {a} \cdot \mathbf {a} }}.}
Одиничний вектор

Нормалізація вектора a до одиничного вектору â

Одиничний вектор — це будь-який вектор із довжиною, що дорівнює одиниці; як правило, одиничні вектори використовуються для того, щоб вказувати напрям. Щоб отримати одиничний вектор, вектор довільної довжини можна поділити на його довжину. Це називають нормалізацією вектора. Одиничний вектор як правило записують із «шапочкою» як â.
Аби нормалізувати вектор a = (a1, a2, a3), вектор масштабують за допомогою співвідношення з його довжиною ‖a‖. Тобто:
{\displaystyle \mathbf {\hat {a}} ={\frac {\mathbf {a} }{\left\|\mathbf {a} \right\|}}={\frac {a_{1}}{\left\|\mathbf {a} \right\|}}\mathbf {e} _{1}+{\frac {a_{2}}{\left\|\mathbf {a} \right\|}}\mathbf {e} _{2}+{\frac {a_{3}}{\left\|\mathbf {a} \right\|}}\mathbf {e} _{3}}
Нульовий вектор
Нульовий вектор це вектор, довжина якого дорівнює нулю. Якщо записаний у вигляді координат, цей вектор є (0, 0, 0), і як правило позначається як {\displaystyle {\vec {0}}}, 0, або просто 0. На відміну від будь-якого іншого вектора, він має довільний, або невизначений напрямок, і його не можна нормалізувати (тобто, не існує одиничного вектора, який є множником нульового вектора). Додавання нульового вектора до будь-якого вектора a буде давати в результаті a (тобто, 0 + a = a).

### Скалярний добуток
Скалярний добуток двох векторів a і b (іноді називається внутрішній добуток) позначається як a ∙ b і визначається наступним чином:
{\displaystyle \mathbf {a} \cdot \mathbf {b} =\left\|\mathbf {a} \right\|\left\|\mathbf {b} \right\|\cos \theta }
де θ це міра кута між a і b (див. тригонометричні функції, щоб знайти пояснення косинуса). геометричний зміст визначається тим, що a і b, зображаються із спільною точкою початку, і в результаті довжина вектора a помножується із довжиною проєкції вектора b, що вказує в тому ж самому напрямку, що і a.
Скалярний добуток також можна визначити як суму добутків компонентів кожного вектора, наступним чином:
{\displaystyle \mathbf {a} \cdot \mathbf {b} =a_{1}b_{1}+a_{2}b_{2}+a_{3}b_{3}.}

## Властивості векторів

### Ортогональність
Вектори є ортогональними тоді і тільки тоді, коли їхній скалярний добуток дорівнює нулю.
Інколи замість цього терміна використовують «перпендикулярність», проте слід враховувати, що нульовий вектор ортогональний будь-якому вектору, але поняття перпендикулярності для нього не визначене, оскільки не визначений кут між нульовим і іншим вектором.

### Колінеарність
Вектори є колінеарними тоді і тільки тоді, коли їхній векторний добуток дорівнює нулю.
Часто замість цього терміна використовують термін «паралельність», проте слід враховувати, що нульовий вектор колінеарний будь-якому вектору, але поняття паралельності для нього не визначене, оскільки не визначений кут між нульовим і іншим вектором.

### Рівність векторів
Нехай {\displaystyle {\vec {AB}}} i {\displaystyle {\vec {CD}}} — два вектори площини (або простору). Кажуть, що вектор |{\displaystyle {\vec {AB}}}|
дорівнює вектору {\displaystyle {\vec {CD}}}, і записують {\displaystyle {\vec {AB}}} = {\displaystyle {\vec {CD}}}, якщо:

1)довжина відрізка AB дорівнює довжині відрізка CD;

2)промені AB i CD однаково напрямлені.

### Властивостідодаваннявекторів
1) властивість нульового вектора:

a+0=a;

2) асоціативність додавання:

(a+b)+c=a+(b+c);

3) комутативність додавання:

a+b=b+a;

### Властивостімноженнявектора начисло
1) комутативність:

λa=aλ;

2) асоціативність:

λ(μa)=(λμ)a;

3) дистрибутивність відносно додавання векторів:

λ(a+b)=λa+λb;

4) дистрибутивність відносно додавання чисел:

(μ+λ)a=μa+λa;

## Застосування
Вектори застосовуються в класичній механіці Галілея — Ньютона (в її сучасному викладенні), в теорії відносності, природознавства, не кажучи вже про застосування векторів в різноманітних галузях математики.